# Witold Tumasz
Witold Tumasz (biał. Вітаўт Тумаш, Witaut Tumasz, ps. Simon Braha; ur. 20 grudnia 1910 we wsi Spiahlica w powiecie wilejskim Imperium Rosyjskiego, zm. 27 kwietnia 1998) – białoruski emigracyjny historyk, publicysta, pisarz i działacz ruchu narodowego
Ukończył gimnazjum białoruskie w Wilnie, zaś w 1937 roku medycynę na Uniwersytecie Stefana Batorego. Podczas studiów zaangażował się w działalność w białoruskim ruchu studenckim. W okresie II wojny światowej podjął współpracę z Niemcami. W latach 1940–1941 stał na czele łódzkiego oddziału Białoruskiego Komitetu Samopomocy. W połowie czerwca 1941 roku wszedł w skład Białoruskiego Centrum Narodowego w Berlinie. Od lipca do listopada tego roku pełnił funkcję burmistrza okupowanego Mińska. Od 1943 roku redagował berlińską gazetę Ranica. Po zakończeniu wojny przebywał na emigracji w Niemczech Zachodnich, a następnie USA. Poświęcił się pracy historyka, pisząc m.in. książki Skaryna u Padui, Palennie knihau Skaryny u Maskwie, Dyplamatycznaja kantrawersija 1646 hodu za biełaruskuju mowu. Był znawcą życia i twórczości Franciszka Skaryny, żyjącego w XVI wieku. Kierował Białoruskim Instytutem Nauki i Sztuki w Nowym Jorku.